# Marta pescadora
La marta pescadora (Pekania pennanti) és un mustèlid que es troba des de Sierra Nevada (Califòrnia) fins als Apalatxes (Virgínia de l'Oest), també és present a Nova Anglaterra, el sud d'Alaska i la major part del Canadà. Anteriorment era classificada al gènere Martes, però fou reassignada al gènere Pekania (del qual és l'únic representant vivent) basant-se en dades genètiques.